# 深尾茂
深尾 茂（ふかお しげる、1909年1月8日 - 1973年5月3日）は、日本の実業家。岐阜県出身。永大産業の創業者である。

## 経歴
岐阜県生まれ。生後間もなく父親と死別し、母親に連れられて中国大陸に渡る。満州・奉天市の小学校に入り、後に奉天中学校を卒業した。1923年に帰国し、東京に出て早稲田大学に入学したが、1930年に中退し再び大陸に向かう。
馬賊の夢を抱いていた深尾は天津に渡ると、横浜正金銀行天津支店に就職した。しかし東京帝国大学や東京商科大学を卒業しなければ出世もおぼつかない官僚的な組織に、早々と見切りをつけて1年で退職した。このときにタイミングよく知人の木材業者が亡くなり、「そのあとを引き受けないか」という話が持ち上がった。深尾は本物の馬賊になる夢を捨てて、軍部相手の木材納入の仕事を皮切りに、危険な事業に身を投じる。仕事が軌道にのると、社名を「三品洋行」から「永大洋行」に変更した。時流にも乗って、鉄鋼・食料・製糸と矢継ぎ早に手を広げ、瞬く間に天津でも有数の会社に成長した。深尾は姿を変えた近代馬賊の頭領となり、「華北の虎」という勇ましい異名を奉られる。そんな得意絶頂の中、1944年2月に召集令状が来る。陸軍二等兵として戦場に駆り出されたが、入隊して2ケ月後に体を壊し、戦地の野戦病院を転々としたのち、内地の病院に送還される。1945年3月に召集解除となり、天津行きを決意する。
天津に戻った深尾は、古巣の横浜正金銀行を説いて再建資金を拠出させ、たちまち事業を元の勢いに戻す。しかし8月15日に終戦を迎え、中国各地で邦人の帰国ラッシュが始まる。そこで深尾は、帰国準備会会長の横浜正金銀行支店長・井村正を助け、邦人の帰国事業に取り組む。もちろん善意からだけではない。横浜正金銀行は当時外為専門の銀行として、海外の在留邦人の資産管理を一手に引き受けていたため、宝石や金のインゴットなどが隠匿されていた。帰国事業に携わる傍ら、そうした希金属類と自分の持つ満州の資産や紙幣を交換しようとしたのである。ところが中国国民政府の知るところとなり、ある日突然、戦犯容疑で逮捕される。しかし間もなく現地の中国人によって、「深尾は戦犯ではない」という釈放嘆願がなされ、2ケ月後に釈放される。
1946年5月に引揚船で山口県の仙崎港へ帰ってきたが、資産の17億9000万円は中国政府によって接収される。そのため無一文となってしまったが、早くも2ケ月後の7月、天津時代に知り合った木材業者を頼って、大阪市大正区にベニヤ板メーカーの「永大産業」を設立する。資本金は18万円、従業員40名での再出発となった。半年後の12月、ついにベニヤ板の初出荷にこぎ着けると、以降は果敢な拡大路線を突っ走る。戦災で焼けた住宅の復旧ブームにものって、10年ほどの間に会社を業界トップの一角に押し上げると、占領下の米軍施設建設に大量の製品を納入して会社の基礎をつくり、1950年に勃発した朝鮮特需で会社の商いはさらに大きく膨らむ。
復旧ブームが落ち着くと、1951年には業界初の対米輸出に踏み切って、これまた大成功をおさめる。1960年からはプレハブ住宅部門にも進出し、高度経済成長の波に乗って押しも押されもせぬ業界の一流企業に成長を遂げた。  
1965年、突然心臓発作に倒れて入院した。もはや再起不能かと囁かれるほど重篤だったため、経営の第一線から退くことを決意し、1年後の1966年に社長の座を息子・照夫に譲った。深尾は会長となり、病状も奇跡的に回復した。1967年4月には自身念願の藍綬褒章を受章すると、1969年には「日本一のスポーツチームのオーナーになってやろう」という思いから山口県熊毛郡平生町に「永大木材工業サッカー部」を創部した。後に「永大産業サッカー部」となる。
天皇杯への憧れをいっそう強めていったが、1973年5月3日午後3時30分に急性心不全のため兵庫県芦屋市の自宅で死去した。享年64歳。突然の死であり、サッカー部が日本サッカーリーグ2部に昇格した年だった。

## 関連人物
- 伊達順之助
- 小日向白郎